# Внутрішньобудинкові системи газопостачання
Внутрішньобудинкові системи газопостачання — газопроводи низького тиску, лічильники газу, газові прилади, пристрої, необхідні для використання газу в побуті;